# Bravo-Jahrescharts 1965
1965 setzte sich bei den Bravo-Lesern die Beatmusik endgültig durch. Im September 1965 strahlte das deutsche Fernsehen zum ersten Mal den Beat-Club aus. Diese Musiksendung hatte in den folgenden Jahren großen Einfluss auf den Musikgeschmack der jugendlichen Zuschauer und damit natürlich auch auf die Bravo-Leser. Allein fünf englischsprachige Titel platzierten sich unter den ersten 10. Die Beatles landeten die meisten Hits in diesem Jahr, wie fast überall auf der Welt. Neben Rock and Roll Music auf Platz 1 und Help! auf Platz 4 waren auf den hinteren Plätzen noch I Feel Fine und Ticket to Ride zu finden. Auch die Stones waren erstmals erfolgreich und spalteten von nun an die Leser und Hörer in Stones- und Beatles-Anhänger. Il Silenzio auf Platz 6 war ein reines Trompetenstück ohne Gesang, nur drei Zeilen Sprechtext. Petula Clark wurde zur erfolgreichsten Sängerin mit ihrem Evergreen Downtown. Die Schlagermusik wurde vom Newcomer des Jahres, Roy Black, am erfolgreichsten repräsentiert. Er erlebte in diesem Jahr seinen Durchbruch und wurde in den nächsten Jahren zum erfolgreichsten deutschen Schlagersänger überhaupt. Die Winnetou-Filme brachten den französischen Schauspieler Pierre Brice ebenfalls in die Charts, obwohl er seine Liedtexte fast nur ins Mikrofon hauchte.
In der Nummer 1/1966 veröffentlichte die deutsche Jugendzeitschrift Bravo in ihrer Hit-Liste Musicbox die 20 erfolgreichsten Popsongs des Jahres 1965. Erstmals wurden die ermittelten Punkte angegeben. In seiner Broschüre Die Bravo-musicbox unter dem Titel Die Hits des Jahres 1965 ebenfalls eine Liste der 20 erfolgreichsten Songs nach Auswertung der wöchentlichen Musicboxen anhand eines Punktesystems erstellt.

## Bravo-Musicbox 1965
1. The Beatles – Rock and Roll Music – 184 Punkte
2. The Beatles – Help! – 164 Punkte
3. The Rolling Stones – I Can’t Get No Satisfaction – 158 Punkte
4. Petula Clark – Downtown – 158 Punkte
5. Cliff Richard – Das ist die Frage aller Fragen – 152 Punkte
6. The Beatles – I Feel Fine – 144 Punkte
7. The Governors – Don’t Ha Ha – 138 Punkte
8. The Rolling Stones – The Last Time – 137 Punkte
9. Roy Orbison – Pretty Woman – 132 Punkte
10. Roy Black – Du bist nicht allein – 130 Punkte
11. Peggy March – Mit 17 hat man noch Träume – 126 Punkte
12. The Byrds – Mr. Tambourine Man – 123 Punkte
13. Bernd Spier – Das war mein schönster Tanz – 122 Punkte
14. Die Five Tops – Rag Doll – 121 Punkte
15. Nini Rosso – Il Silenzio – 120 Punkte
16. The Beatles – Ticket to Ride – 118
17. Pierre Brice – Ich steh’ allein – 117 Punkte
18. Paul McCartney – Yesterday – 115 Punkte
19. France Gall – Poupée de cire, poupée de son – 114 Punkte
20. Drafi Deutscher – Sinderella-Baby – 113 Punkte

## Die Hits des Jahres 1965
(nach Peter Müller)
1. Rock and Roll Music – The Beatles – 491 Punkte
2. Downtown – Petula Clark – 346 Punkte
3. Help! – The Beatles – 339 Punkte
4. The Last Time – The Rolling Stones – 329 Punkte
5. Du bist nicht allein – Roy Black – 328 Punkte
6. Il Silenzio – Nini Rosso – 309 Punkte
7. Don’t Ha Ha – The Governors – 303 Punkte
8. I Can’t Get No Satisfaction – The Rolling Stones – 303 Punkte
9. Ich steh’ allein – Pierre Brice – 297 Punkte
10. Das war mein schönster Tanz – Bernd Spier – 292 Punkte
11. I Feel Fine – The Beatles – 273 Punkte
12. Mr. Tambourine Man – The Byrds – 269 Punkte
13. Das ist die Frage aller Fragen – Cliff Richard – 255 Punkte
14. Wooly Bully – Sam the Sham & the Pharaohs – 252 Punkte
15. Ticket to Ride – The Beatles – 249 Punkte
16. Cinderella-Baby – Drafi Deutscher – 244 Punkte
17. Poupée de cire, poupée de son – France Gall – 234 Punkte
18. Sorry, little Baby – Hans-Jürgen Bäumler – 223 Punkte
19. Mit 17 hat man noch Träume – Peggy March – 218 Punkte
20. Kleine Annabell – Ronny – 211 Punkte

## Bravo-Otto-Wahl 1965
Als ungerecht wurde bei der Ottowahl empfunden, dass Beatgruppen und Sänger in einer Kategorie auftraten. Dies sollte im nächsten Jahr geändert werden.

### Sänger
1. Goldener Otto: Cliff Richard
2. Silberner Otto: The Beatles
3. Bronzener Otto: Freddy Quinn

### Sängerinnen
1. Goldener Otto: Gitte
2. Silberner Otto: Manuela
3. Bronzener Otto: Connie Francis